# 和碩和嘉公主
和碩和嘉公主（わせきわかこうしゅ、乾隆10年12月2日（1745年12月24日） - 乾隆32年9月7日（1767年10月29日））は、清の乾隆帝の娘。母は純恵皇貴妃。嘉慶帝の異母姉。

## 生涯
乾隆10年（1745年、乾隆帝とその妃嬪純貴妃の娘として生まれる・
乾隆25年（1760年）、一等忠勇公フルンガ(清の武将で乾隆帝の重臣フヘンの子、乾隆帝の最初の正妃孝賢純皇后の甥)に降嫁する。
乾隆32年9月初旬、乾隆帝は公主の体調が悪化したことを鑑み、北京にいた活仏チャンキャ・ホトクトに『度経』の作成を命じ、同月7日に大臣らや乾隆帝の妃嬪皇貴妃と穎妃、皇貴妃所生の第七皇女和碩和静公主・第九皇女和碩和恪公主が見舞いに駆けつけたが、その日に公主は亡くなってしまった。享年21。

## 子女
- 富紳済倫 - 前妻に乾隆帝第三皇女固倫和敬公主(生母は孝賢純皇后)の四女である四格格を娶る。後妻は伊爾根覚羅氏。
- 富紳果勒敏